# Ictalurus dugesii
Ictalurus dugesii är en fiskart som först beskrevs av Bean, 1880.  Ictalurus dugesii ingår i släktet Ictalurus och familjen Ictaluridae. Inga underarter finns listade i Catalogue of Life.